# 聖何塞德洛爾德斯區
5°06′19″S 78°54′48″W / 5.1052°S 78.9134°W
聖何塞德洛爾德斯區（西班牙語：Distrito de San José de Lourdes），是秘魯的一個區，位於該國北部卡哈馬卡大區的聖伊格納西奧省，始建於1943年12月28日，面積1,482.8平方公里，海拔高度1,180米，2005年人口18,570，人口密度每平方公里13人。